# My Name Is Rachel Corrie

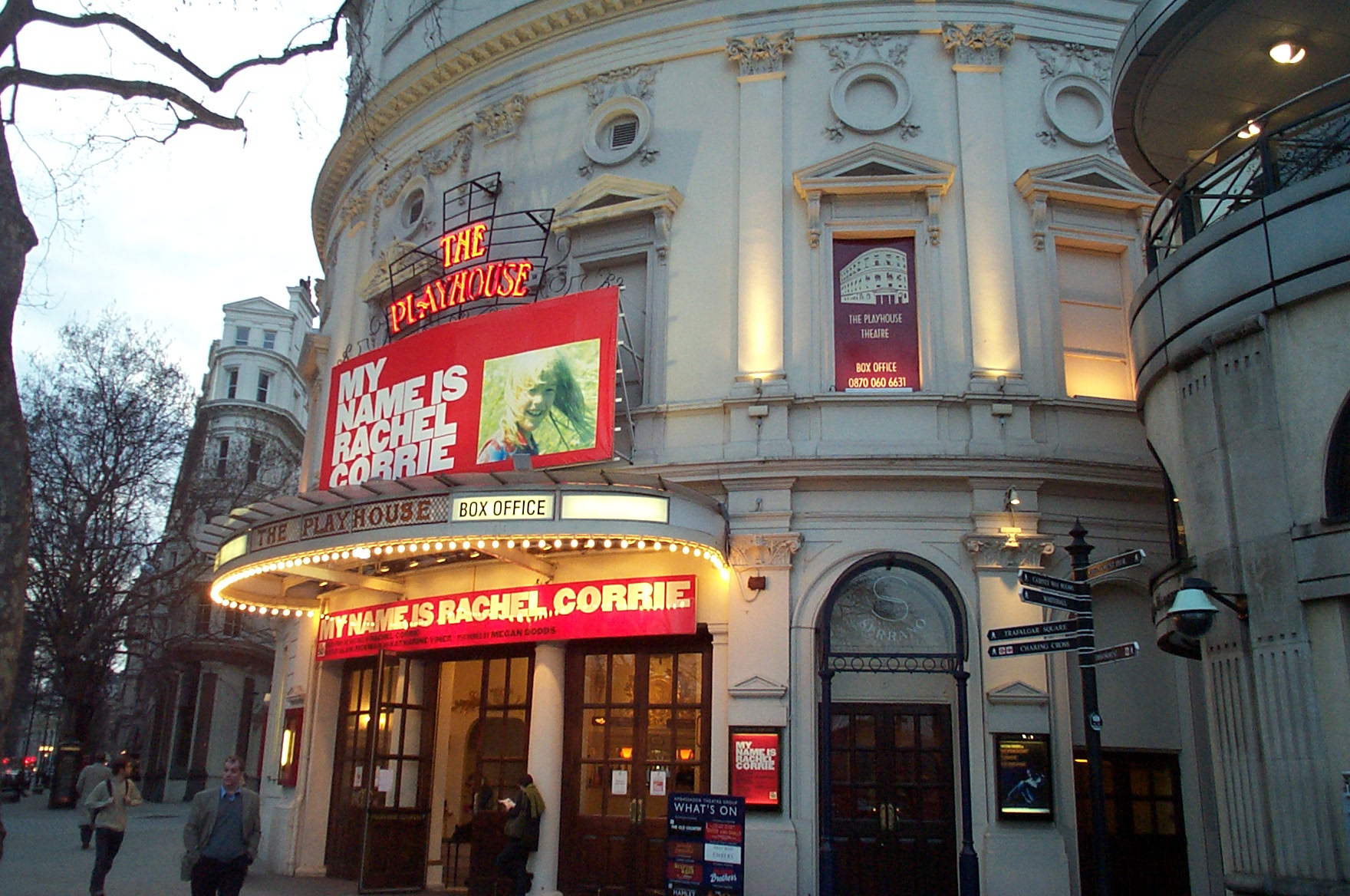
My Name Is Rachel Corrie, Playhouse Theatre, London, 2006

My Name Is Rachel Corrie är ett teaterstycke baserad på dagböcker och brev från Rachel Corrie, en amerikansk fredsaktivist som dödades av en israelisk bepansrad bulldozer i Gaza 2003 när hon försökte skydda en palestinsk hem från illegal rivning. Teaterstycket är redigerat och regisserad av Alan Rickman, med stöd från The Guardian-journalisten Katharine Viner. Det hade premiär på Royal Court Theatre i London 2005, och vann flera brittiska teaterutmärkelser.